# Benedettine della Congregazione dell'Immacolata Concezione
Le Benedettine della Congregazione dell'Immacolata Concezione sono un istituto religioso femminile di diritto pontificio con case autonome.
La congregazione fu fondata nel 1932 unendo alcuni monasteri di benedettine in Polonia.
I monasteri della congregazione sono in Polonia e in Lituania. Alla congregazione appartengono le abbazie di Krzeszów, Lomza, Przemyśl, Sierpc, Staniątki, Vilnius, Żarnowiec e i priorati di Drohiczyn, Jarosław e Wołów.
Alla fine del 2015 la congregazione contava 8 case e 102 religiose.